# Universidad Félix Houphouët-Boigny
La Universidad Félix Houphouët-Boigny (en francés: Université Félix Houphouët-Boigny; antes llamada la Universidad de Cocody-Abidjan, o UCA) es una institución de educación superior en la sección de Cocody de la ciudad de Abiyán, en el país africano de Costa de Marfil. Es una de las universidades de élite en el país y la región. Con más de 50.000 estudiantes, la UCA tiene 13 facultades y un centro de investigación, proporcionando diplomas de 2º año de pregrado para profesionales académicos, títulos médicos, legales y especialidos. Fue el campus principal de la Universidad nacional de Abiyán desde 1964 hasta 1996, cuando se convirtió en una institución independiente. Es propiedad del estado y su funcionamiento, depende del Ministerio de Educación.